# 모바게
Mobage(모바게)는 주식회사 DeNA가 운영하는 휴대 전화 포털 사이트 겸 소셜 네트워킹 서비스 (SNS)이다. PC용으로는 「Yahoo! 모바게」가 있다.